# 金当川
金当川（？—434年），北魏前期平凉（治今甘肃省平凉市）休屠胡（屠各部）人，他的从兄是征西将军金崖。
魏太武帝延和二年（433年），金崖因争权为魏将执杀，金当川被部众推举为首领。次年闰三月，金当川率众围攻北魏阴密。四月，魏征西大将军常山王拓跋素攻打金当川，金当川战败。太武帝至河西。魏军擒获金当川，将他斩杀。